# Суточный богослужебный круг

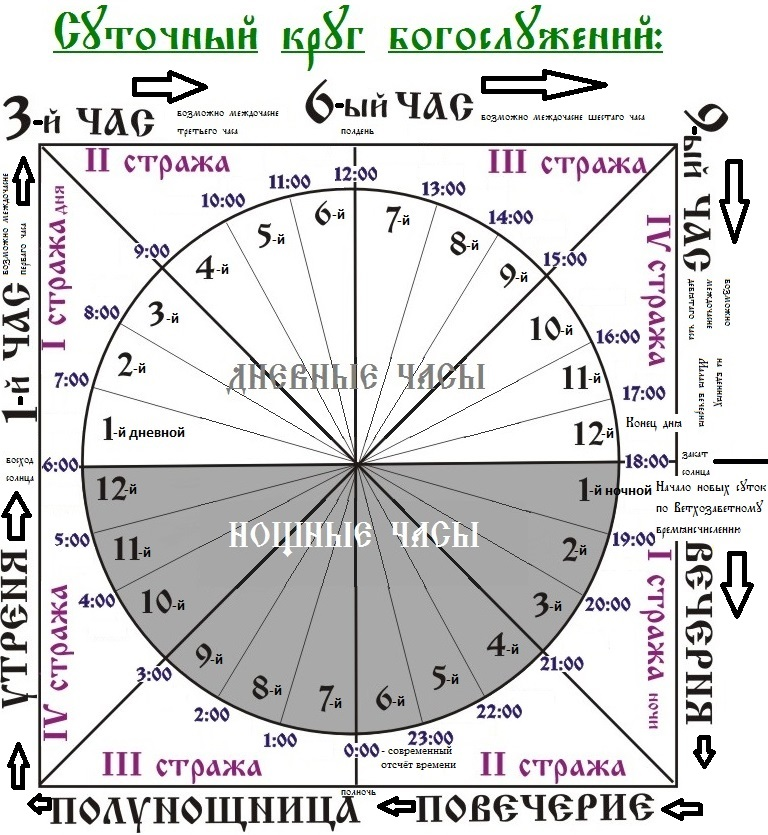
Соответствует современным часам только в дни осенне- весеннего равноденствия.

Су́точный богослуже́бный кру́г, су́точный кру́г богослуже́ния(-ий) в православии — цикл регулярных общественных богослужений, совершаемых на протяжении суток.
Согласно Уставу, начало нового церковного дня, по ветхозаветным традициям — еврейскому лунному календарю, принято отсчитывать с вечера — примерно с момента захода солнца за горизонт. По византийскому времяисчислению, сутки делятся на 12 дневных часов (от рассвета до заката) и на 12 ночных часов (от заката до рассвета), которые группируются в четыре дневные стра́жи и в четыре ночные стра́жи.
В летнее время дневные часы существенно длиннее ночных, а в зимнее — наоборот.
Суточный круг состоит из следующих богослужений:
- Малая вечерня — первое богослужение наступающего дня, совершаться может только перед великой вечерней (незадолго до захода солнца) в составе всенощного бдения. В обычной приходской практике Русской православной церкви почти никогда не совершается. В престольный праздник на малой вечерне в некоторых храмах совершается акафист храмовому празднику.
- Вечерня. Обычно начинает череду богослужений каждого дня. Однако отдельные молитвы начала вечерни относятся ещё к предыдущему (уходящему) дню, например, прокимен великий.
- Лития — моление в притворе храма. Должна присоединяться к великой вечерни (а также к великому повечерию накануне некоторых двунадесятых праздников) во время всенощных бдений. По Типикону после литии положена вторая — вечерняя — последняя в этот день трапеза, или ве́черя, то есть, ужин благословлёнными на литии пятью хлебами, пшеницей, вином и елеем. В это время читаются послания апостолов, святоотеческие поучения, жития[3]. В дни, когда нет Литургии, например в великий пост, после вечерни также в притворе бывает лития о усопших. Заупокойная лития может служиться и после Первого часа (Междоча́сия Первого часа).
- Повечерие — может быть либо великим, либо малым. В современной приходской практике совершается редко — после вечерни (по уставу — после монастырского ужина). Иногда вычитывается келейно (в домашних молитвах). На светлой седмице заменяется пасхальным часом. В нынешнее время повечерие обычно заменяется молитвами на сон грядущим. У старообрядцев осталось ежедневное совершение павечерницы вечером, а утром полунощницы — вместо молитв утренних. Поэтому при совершении Всенощного бдения, когда богослужение должно длиться всю ночь и спать не полагается совсем, повечерие с полунощницей исключаются.
- Полунощница — бывает вседневной, субботней, праздничной, воскресной и пасхальной. Как и повечерие, исключается при совершении Всенощного бдения, иногда вычитывается келейно, а на Светлой седмице заменяется Пасхальным часом. На приходах обычно совершается только Пасхальная полунощница один раз в году (в пасхальную ночь перед крестным ходом). В монастырях полунощница часто соединяется с Братским молебном в начале дня.
- Утреня — самая продолжительная служба суточного круга — в эпоху гонений ночное и утреннее богослужение христиан было самым безопасным. В настоящее время утреня может быть вседневной, шестеричной, славословной, полиелейной, бденной, аллилуйной (великопостной, заупокойной), пасхальной. Несмотря на своё название, утреня в современной богослужебной практике Русской православной церкви значительно чаще совершается не утром, а вечером — непосредственно присоединяясь к вечерне (или к литии), а к утрени примыкает Первый час. В утреннее время утреня служится: 1) если её не получилось отслужить с вечера, 2) великим постом, 3) в некоторых монастырях регулярно, в соответствии с древней традицией.
- Первый час. Соответствует нашим 6 часам утра — освящает молитвой наступивший день, вспоминается ночная молитва Спасителя, непрестанное ангельское славословие и предстояние Господа Иисуса Христа на суде Каиафы.
  - Междочасие (поча́сие) Первого часа. Междочасия могут совершаться только в аллилуйных богослужениях будничных дней Петрова, Успенского и Рождественского постов.
- Третий час — 9 часов утра — воспоминается суд Пилата над Христом и сошествие Святого Духа на апостолов.
  - Междоча́сие Третьего часа.
- Шестый час — полдень, 12 часов дня — воспоминается грехопадение Адама и Распятие Иисуса Христа.
  - Междочасие Шестого часа.
- Девятый час — 15 часов дня — вспоминается Крестная смерть Господа Иисуса Христа.
  - Междочасие Девятого часа.

- Литургия, как и все выше перечисленные богослужения, может совершаться только один раз в сутки, но стоит особняком, как бы вне времени, и теоретически, не входит в суточный круг богослужения, хотя и является его вершиной. В настоящее время литургия служится либо после Шестого часа, либо соединяется с вечерней (при этом, первая часть вечерни отделяет собою первую часть Литургии оглашенных — изобразительны[4]. Изначально литургия совершалась в вечернее время (Тайная вечеря, Вечери любви), пото́м — во времена гонений — в ночное и раннее утреннее время, а затем — днём. Литургия преждеосвященных Даров всегда соединяется с вечерней. На аллилуйных службах (обычно в Великом посту) изобразительны совершаются отдельно от Литургии (сразу после Девятого часа), а в некоторые дни многодневных постов Литургия совсем не положена. После полной Божественной литургии по уставу полагается совершать трапезу с Чином о панагии. Во дни поста, когда литургии не полагалось, первая трапеза в древних египетских монастырях совершалась только после Девятого часа (трёх часов дня) или даже после захода солнца.

Суточный богослужебный круг сформировался в монастырях Византийской империи к VI веку. Первоначально каждая из служб суточного круга в монастырях совершались раздельно, в положенное для каждой из них время. Впоследствии, для удобства верующих, они были объединены в три общественных богослужения: вечернее, утреннее и дневное.
1. Вечернее богослужение состоит из Девятого часа, вечерни и повечерия.
2. Утреннее — из полунощницы, утрени и Первого часа.
3. Дневное — из Третьего и Шестого часов и литургии.

С вечера накануне воскресных дней и других больших праздников совершается Всенощное бдение, в котором все чинопоследования богослужений суточного круга соединяются в одно. У древних христиан оно продолжалось всю ночь. Слово «бде́ние» значит «бодрствование».
По благословению священноначалия чинопоследования установленного суточного богослужебного круга могут сокращаться или, наоборот, дополняться, когда в этом есть необходимость. В случае отсутствия священника миряне имеют право самостоятельно совершать весь суточный круг богослужений, при этом вместо Литургии служится обедница — чин изобразительных.
Следует заметить, что в прежние времена и в разных странах в общественном богослужении не всегда наблюдалось полное единообразие. Например, в Византии существовала особая служба «Трите́кти» (греч. τριτοέκτη или τριτέκτη), которая заменяла собою все часы, но позже вышла из богослужебного употребления.